# Gora Snezhnyj Kupol
Gora Snezhnyj Kupol (englische Transkription von russisch Гора Снежный Купол Gora Sneschny Kupol, deutsch ‚Schneekuppelberg‘) ist ein Nunatak in den Prince Charles Mountains des ostantarktischen Mac-Robertson-Lands. Er ragt südwestlich des McKinnon-Gletschers in der Aramis Range auf.
Russische Wissenschaftler benannten ihn.